# Portafilter
Portafilter är ett filter i den övre delen på halvautomatiska och kolvdrivna espressomaskiner, vilket innehåller en ihoppressad puck av malet kaffe i dess korg. Filtret görs vanligtvis av mässing och sätts fast med ett trä- eller plastskaft. Portafiltret försluts med espressomaskinens band och styr vattnet med högt tryck genom kaffepucken.